# Arnold Hanel
Arnold Hanel, vollständiger Name Arnold Franz Josef Hanel, (* 31. Dezember 1831 in Alt-Reichenau, Kreis Waldenburg, Provinz Schlesien; † 16. März 1910 in Köln) war ein deutscher Architekt und Baubeamter.

## Leben
Arnold war ein Sohn des Zimmermeisters Ernst Hanel und der Anna Friederika Hanel, geb. Hippauf. Nach dem erfolgreichen Schulbesuch studierte er das Fach Hochbau. Nach bestandener Bauführerprüfung heiratete er 1859 in Graudenz Auguste Bertha Rensch.
Hanel lebte ab 1860 in Berlin, wo er bis zum Wirken Blankensteins für die kommunalen Bauten der Stadt, ab 1863 als Königlicher Baumeister und bald darauf als Stadtbau-Inspektor mehrere Schulbauten plante und errichtete. Im Jahr 1866 kaufte er die Häuser Heidestraße 33/34.
Als Besonderheit hatte Hanel 1876 ein geruchloses Klosett erfunden und es patentieren lassen.
Anschließend betrieb er eine Fabrik und Handlung mit eigenen patentierten Gegenständen. Nachdem Hanel 1878 das Grundstück Lützowstraße 62 erworben hatte, ließ er dort einen Neubau errichten, in dem er als Firma Hanel & Hintz Baumaterialien verkaufte.
Von 1881 bis 1902 war er als gerichtlicher Sachverständiger tätig. Ab 1902 zog die Familie nach Köln.

## Mitgliedschaften
Hanel war Mitglied des Berliner Architektenvereins.

## Bauten in Berlin
- 1860: Köllnisches Gymnasium, Wallstraße 42–48 (nach Angaben von Stadtbaurat Gerstenberg, unter Denkmalschutz)[10][11]
- 1865: Luisenstädtische Gewerbeschule, Dresdener Straße 113 (im Zweiten Weltkrieg zerstört)[12]
- 1865–1867: Sophiengymnasium und Direktorenwohnhaus, Weinmeisterstraße und Steinstraße (Ausführung nach Entwürfen von Gerstenberg, unter Denkmalschutz)[13][14]
- 1867: Viktoriaschule, Prinzenstraße 51 (im Zweiten Weltkrieg zerstört)[12]
- 1869: 44. und 27. Gemeindeschule, Wilhelmstraße 117 (zusammen mit Gerstenberg, unter Denkmalschutz)[15][12]
- 1870–1873: 46. Gemeindeschule, Lausitzer Platz 9 (unter Denkmalschutz)[16]
- 1871–1872: 53. Gemeindeschule (seit 1983 befindet sich in diesem Gebäude die Marie-Elisabeth-Lüders-Oberschule), Kurfürstenstraße 160 (unter Denkmalschutz)[17]
- 1871–1875: Dorotheenstädtische Realschule, Georgenstraße Nr. 30–31, und Friedrichswerdersches Gymnasium, Dorotheenstraße Nr. 13–14 (Ausführung unter Oberleitung von Hermann Blankenstein, im Zweiten Weltkrieg zerstört)[18]
- 1872–1873: 76. Gemeindeschule, Muskauer Straße 53 (zusammen mit Hermann Blankenstein, unter Denkmalschutz)[16]